# Putney Swope
Putney Swope è un film satirico del 1969, scritto e diretto da Robert Downey Sr. e interpretato da Arnold Johnson nei panni di Swope, ambientato nel mondo della pubblicità e incentrato sulla rappresentazione della razza nei film di Hollywood, sulla struttura del potere bianco e sulla natura della corruzione aziendale. Il film è stato presentato nella Quinzaine des Réalisateurs al 23º Festival di Cannes.
Nel 2016, il film è stato selezionato per la conservazione nel National Film Registry degli Stati Uniti dalla Biblioteca del Congresso che lo ha riconosciuto "culturalmente, storicamente o esteticamente significativo". È stato selezionato nel 2019 durante la Retrospettiva Black Light nell'ambito del Locarno Festival 2019 per via della sua importanza per la rappresentazione dei neri all'interno della storia del cinema.

## Trama
Putney Swope, l'unico uomo di colore nel comitato esecutivo di una società pubblicitaria, viene accidentalmente messo ai vertici dell’azienda dopo la morte improvvisa del presidente: in un ballottaggio segreto, la maggior parte dei membri del consiglio ha votato per l'unica persona che pensavano non potesse vincere, Putney Swope, dal momento che lo statuto sociale dell’azienda impedisce di votare per sé stessi.
Rinominando la società Truth and Soul, Inc., Swope sostituisce tutti i dipendenti bianchi tranne uno con dipendenti afroamericani e insiste sul fatto che non si faranno più affari con aziende che producono alcol, armi o tabacco. Il successo dell’azienda attira l'attenzione indesiderata del governo degli Stati Uniti, che la considera "una minaccia alla sicurezza nazionale".